# Bloeizone Fryslân Tour
Il Bloeizone Fryslân Tour è una corsa a tappe di ciclismo su strada femminile che si tiene annualmente in Frisia, nei Paesi Bassi. Fa parte del calendario internazionale femminile UCI come prova di classe 2.1 (2.2 fino al 2017). Fino al 2016 era noto come Energiewacht Tour, e fino al 2021 come Healthy Ageing Tour, e si svolgeva nella provincia del Drenthe.

## Albo d'oro
Aggiornato all'edizione 2022.
| Anno                   | Vincitrice                            | Seconda                               | Terza                                 |
| Energiewacht Tour      | Energiewacht Tour                     | Energiewacht Tour                     | Energiewacht Tour                     |
| ---------------------- | ------------------------------------- | ------------------------------------- | ------------------------------------- |
| 2011                   | Adrie Visser                          | Loes Gunnewijk                        | Marianne Vos                          |
| 2012                   | Ina-Yoko Teutenberg                   | Ellen van Dijk                        | Marianne Vos                          |
| 2013                   | Ellen van Dijk                        | Loes Gunnewijk                        | Kirsten Wild                          |
| 2014                   | Lucinda Brand                         | Vera Koedooder                        | Trixi Worrack                         |
| 2015                   | Lisa Brennauer                        | Trixi Worrack                         | Christine Majerus                     |
| 2016                   | Ellen van Dijk                        | Annemiek van Vleuten                  | Lisa Brennauer                        |
| Healthy Ageing Tour    |                                       |                                       |                                       |
| 2017                   | Ellen van Dijk                        | Anna van der Breggen                  | Lisa Brennauer                        |
| 2018                   | Amy Pieters                           | Chantal Blaak                         | Christine Majerus                     |
| 2019                   | Lisa Klein                            | Ellen van Dijk                        | Kirsten Wild                          |
| 2020                   | annullato per la pandemia di COVID-19 | annullato per la pandemia di COVID-19 | annullato per la pandemia di COVID-19 |
| 2021                   | Ellen van Dijk                        | Lisa Brennauer                        | Emma Norsgaard                        |
| Bloeizone Fryslân Tour |                                       |                                       |                                       |
| 2022                   | Ellen van Dijk                        | Riejanne Markus                       | Marlen Reusser                        |